# Athens International Radio
Athens International Radio, en anglais, est une station de radio d’Athènes qui diffuse des émissions uniquement de langues autres que le grec. Sa fréquence est 104.4 FM. Elle diffuse en 13 langues (non simultanément) : anglais, français, allemand, espagnol, italien, russe, arabe, albanais, polonais, bulgare, roumain et tagalog.
Elle appartient la municipalité d’Athènes et est un projet de Athena 98.4 FM. Elle a commencé à émettre en 2004.